# منظمة الشباب الجزائريين الأحرار
أعلنت منظمة الشباب الجزائريين الأحرار (OJAL، بالفرنسية Organisation des jeunes Algériens libres) مسؤوليتها عن الهجمات المختلفة ضد المتعاطفين مع الإسلاميين السياسيين المدنيين خلال حرب العشرية السوداء في الجزائر، مدعية أنها مجموعة مسلحة موالية للحكومة. بدأ نشاط المنظمة بشكل أساسي في عامي 1994 و1995. ومع ذلك، فقد كانت واجهة عملت في ظلها عناصر من (DRS) أجهزة الأمن الجزائرية. ولم تنشأ مطلقًا منظمة الشباب الجزائريين الأحرار كمنظمة مستقلة.

## الأعمال التي أعلنت منظمة الشباب الجزائريين الأحرار مسؤوليتها عنها تشمل؛
- اختطاف محمد بوسليماني، رئيس جمعية الإرشاد والإصلاح الخيرية الإسلامية وعضو مؤسس في حركة مجتمع السلم وقتله (في 26 نوفمبر 1993). وقد أعلنت الجماعة الإسلامية المسلحة أيضًا مسؤوليتها عن هذا الاختطاف.[1]
- اختطاف العضو المؤسس في الجبهة الإسلامية للإنقاذ الجزائرية (الجبهة الإسلامية للإنقاذ الجزائرية - تم حلها فيما بعد) وعالم الرياضيات محمد التيجاني بوجلخة وتعذيبه في نوفمبر 1993؛ وإطلاق سراحه بعد مرور 5 أيام.[2]
- التهديد في فبراير 1994 أنه "إذا تعرضت أي امرأة للهجوم بسبب عدم ارتدائها الشادور، سوف تنتقم منظمة الشباب الجزائريين الأحرار بكل بساطة عن طريق تصفية 20 امرأة ترتدي الحجاب.”[3][4][5]

## شهادة وكيل سابق في إدارة الاستخبارات والأمن
وفقًا لأجون وريفوار (2004)، كانت منظمة الشباب الجزائريين الأحرار اسمًا أطلقته مجموعة داخل إدارة الاستخبارات والأمن، أجهزة الأمن الجزائرية:
ووجهت لعبد القادر تيجا، رئيس لواء إدارة الاستخبارات والأمن في المركز الإقليمي للأبحاث والتحقيقات (“Centre régional territorial de recherche et d'investigation”) في وسط مدينة البليدة، أول منطقة عسكرية، تهمة الحصول على معلومات عن الجماعات الإسلامية المسلحة (GIA) والتجسس عليها. ووفقًا لتيجا، الذي طلب حق اللجوء:
 «قبل تدهور الحالة الأمنية في البليدة (التفجيرات اليومية والهجمات على الثكنات)، فقد كنت أتلقى الأوامر في خدمتي [في عام 1993] مباشرة من اللواء العماري سمين [رئيس مكافحة التجسس في إدارة الاستخبارات والأمن، والتي كانت تصدر مباشرة من اللواء محمد مدين ]، للحد من الترجمات أمام المحكمة، وهذا يعني بدء تنفيذ اعتقال الأشخاص من أجل التقليل من تجنيد الجماعة الإسلامية المسلحة وإخافة السكان المدنيين...»
وفي عام 1993 تم وضع قوات الشرطة تحت سلطة الأجهزة الأمنية الخاصة بالمركز الإقليمي للأبحاث والتحقيقات. وواصل تيجا «لا شيء تغير منذ عام 1993 وحتى 1997»، فالأحكام بالإعدام تلي الاعتقالات. ووفقًا لتيجا، فإن قوات الشرطة والجيش «يدركون جيدًا ما يجري» وكان عملهم يتمثل في «جمع الجثث ودفنها»، والتي كان يُكتب عليها الاختصار OJAL. وكانت المنظمة قد نشرت أيضًا منشورات كاذبة لاعتماد وجودها، والتي كانت ظاهريًا مجرد غطاء مفيد للتستر على الأفعال التي ترتكبها قوات مكافحة التمرد.
قرر رؤساء إدارة الاستخبارات والأمن، محمد مدين والعماري سمين، إنشاء مجموعات من «الوطنيين» المسلحين من أجل محاربة الإسلاميين السياسيين. وقرر محمد العماري رئيس القوات المسلحة، (الذي لا تربطه أي روابط أسرية بإسماعيل العماري)، في عام 1997 تغيير اسمها إلى GLD (Groupe de Légitime Défense)، مجموعات الدفاع القانونية، ظاهريًا بسبب المخاوف من الملاحقة القضائية من جانب المحاكم الدولية. ووفقًا لتيجا، فقد تلقى هؤلاء المدنيون المسلحون أوامر بقتل عائلات بأكملها من الإسلاميين المستهدفين، مما خلق دائرة من الانتقام، وأُمروا بحماية العائلات الثرية ومنازلهم. وتمتعوا بحماية كاملة من جانب قوات الأمن. وهكذا، قامت إدارة الاستخبارات والأمن بحماية المسؤولين عن قتل عائلة عنتر زوابري أمير الجماعة الإسلامية المسلحة وفقًا لشهادة تيجا

## شهادة محمد سمراوي
أعلن العقيد السابق محمد سمراوي في أحد الكتب عام 2003 أن المخابرات الجزائرية قامت برعاية هجمات الراية المزيفة المنسوبة إلى الإسلاميين الذين نظموها. ووصف الموقف الذي حدث عام 1995 مع العقيد محمد بن عبد الله، ضابط في القوات الخاصة التابعة لـ CCLAS (مركز قيادة مكافحة أعمال التخريب / Centre de Commandement de la Lutte Antisubversive): «وقد تفاخر العقيد محمد بن عبد الله، في حضوري، بكونه أحد الرجال المسؤولين عن منظمة الشباب الجزائريين الأحرار، جماعة الموت في إدارة الاستخبارات والأمن والتي تم إنشاؤها تحت قيادة اللواء توفيق». ووفقًا لسمراوي، فقد بدأ نشاط منظمة الشباب الجزائريين الأحرار في نوفمبر عام 1993، ولكن كان ذروة نشاطها خلال شهري مارس وأبريل عام 1994، عندما أعلنت مسؤوليتها عن عشرات الاغتيالات. «ويمكن القول إن القائد الحقيقي لمنظمة الشباب الجزائريين الأحرار كان اللواء محمد العماري، منذ أن كان صاحب العمل في CC/ALAS، والتي منها نشأت قوات المظلات - الكوماندوز وعناصر إدارة الاستخبارات والأمن المسؤولة عن هذه الجرائم. وأشار العقيد بن عبد الله إلى أنه إذا كان الإسلاميون السياسيون قد ارتكبوا العديد من الاغتيالات لشخصيات سياسية، فقد شارك الجيش أيضًا في ذلك: فقد» رد الضربة إلى جميع الصحفيين أو العلماء أو المسؤولين الذين قدموا الدعم لقضية الأصولية".

## أجون وريفوار (2004)
يواصل أجون وريفوار:

## منظمة العفو الدولية
وفقًا للأدلة التي جمعتها منظمة العفو الدولية، كانت منظمة الشباب الجزائريين الأحرار «إحدى المنظمات التي تعمل مع قوات الأمن»، وقد تلقى عدد من الأشخاص الذين قتلتهم هذه القوات الأمنية نفسها «تهديدات بالقتل في وقت سابق من منظمة الشباب الجزائريين الأحرار».

## قائمة المصادر
- Lounis Aggoun and Jean-Baptiste Rivoire (2004). Françalgérie”, crimes et mensonges d’Etats, [Franco-Algeria, Crimes and Lies of the States]. Editions La Découverte. {{استشهاد بكتاب}}: الوسيط غير المعروف |الرقم المعياري= تم تجاهله يقترح استخدام |ردمك= (مساعدة)

Has a section called “The Organisation of Young Free Algerians, death squadron of the DRS”, an excerpt available at . DRS stands for Département du Renseignement et de la Sécurité, the Algerian secret service.
- Mohamed Samraoui (2003). Chronique des années de sang [Chronicle of the years of blood]. Denoël. {{استشهاد بكتاب}}: الوسيط غير المعروف |الرقم المعياري= تم تجاهله يقترح استخدام |ردمك= (مساعدة)

## وصلات خارجية
- Algeria Watch : an activist web site concerned with human rights
- Chronology of massacres in Algeria (بالفرنسية)
- A comment on OJAL on the web site of UNHCR, the UN refugee agency (in French). “The OJAL is a militant group that supported the army in its battle against the Islamists and which perpetrated attacks against the Islamic communities. It was founded in 1993.”
- “Algeria accepts the unacceptable”, a 1999 article (in English) in لوموند ديبلوماتيك by Djamel Benramdane.